# Dexter Darden
Dexter Darden (Camden, 24 de junho de 1991) é um ator estado-unidense, mais conhecido pelos papéis Walter Hill no filme Joyful Noise e Frypan em Maze Runner: Correr ou Morrer e Maze Runner: The Scorch Trials.